# Побоевский, Вячеслав Францевич
 Побоевский Вячеслав Францевич  (1862 −1927) — Генерал-майор; Участник Великой войны; Командующий Очаковским 190-й пехотным полком; 116-й пехотной дивизии; Начальник сухопутной обороны Свеаборгской крепости. Георгиевский кавалер

## Биография
Православный. Из потомственных дворян Виленской губернии, уроженец Кубанской области. Образование получил в 4-м Московском кадетском корпусе. В службу вступил 01.09.1882. Окончил 2-е военное Константиновское училище (14.08.1884). Выпущен Подпоручиком (пр. 14.08.1884; ст. 14.08.1884) в 28-й рез. пех. батальон. 28.03.1886 переведен в 75-й пех. Севастопольский полк. Поручик (ст. 14.08.1888). 01.06.1891 был вновь переведен в Гунибский рез. батальон. Дважды пытался поступать в Николаевскую академию Генерального штаба, а также в Александровскую военно-юридическую академию, но безуспешно. Штабс-Капитан (ст. 15.03.1893). Капитан (воинское звание) (ст. 15.03.1898). 30.04.1899 был командирован в Тифлисское пехотное юнкерское училище на должность взводного офицера. 06.04.1904 был переведен в 12-й пех. Сибирский Барнаульский полк с назначением командующим 3-м батальоном. Участник русско-японской войны 1904-05. Подполковник (пр. 1904; ст. 26.02.1904; за отличие). Отличился под Дашичао (отразил 8 атак). Был ранен (28.09.1904; состоял под покровительством Александровского комитета о раненых 2 кл.). Полковник (пр. 11.06.1906; ст. 11.06.1906; за боевые отличия). Командир 252-го пех. Анапского резервного батальона (с 10.05.1907). Командир 20-го Восточно-Сибирского стр. полка (с 19.01.1909). Командир 7-го стр. полка (с 05.05.1913). Участник мировой войны. 01.11.1914 назначен в резерв чинов при штабе Киевского ВО. Командир 190-го пех. Очаковского полка (с 23.02.1915). Генерал-майор (пр. 27.05.1915; ст. 25.08.1914; за боевые отличия). Командир 2-й бригады 107-й пех. дивизии (с 29.06.1915). Начальник сухопутной обороны Свеаборгской крепости (с 14.07.1915). Командующий 116-й пех. дивизией (с 20.03.1916). 05.04.1917 назначен в резерв чинов при штабе Двинского ВО. Переведен в резерв чинов при штабе Петроградского ВО (с 07.09.1917). 17.12.1917 был уволен от службы за болезнью с мундиром и пенсией. Проживал в Петрограде, затем эмигрировал в ставшую независимой Польшу, служил в её вооруженных силах, был утвержден в звании генерал-подпоручика. Командовал Белостокским военным округом, во время советско-польской войны во главе 28-й пехотной бригады Войска Польского возглавлял южный сектор обороны Варшавы. За заслуги президентом Республики С. Войцеховским был произведен в титульные дивизионные генералы. В отставке жил в Варшаве.

## Награды
Орден Святого Владимира 4-й ст. с мечами и бантом (1904); Орден Святого Станислава 2-й ст. с мечами (1904); Орден Святой Анны 2-й ст. с мечами (1904); Орден Святого Георгия 4-й ст. (ВП 13.02.1905); Орден Святого Владимира 3-й ст. (1910).